# Eurosia hammatocera
Eurosia hammatocera är en fjärilsart som beskrevs av Alfred Ernest Wileman och Reginald James West 1928.
Eurosia hammatocera ingår i släktet Eurosia och familjen björnspinnare. Inga underarter finns listade i Catalogue of Life.